# Andrea Faccini
Andrea Faccini (Lugagnano Val d'Arda, província de Piacenza, 23 d'agost de 1966) és un ciclista italià, ja retirat, especialista en pista. Guanyador de tres medalles als Campionats del món de tàndem, el 1988 va prendre part als Jocs Olímpics d'Estiu de Seül.